# Franca Dall'Olio
Franca Dall'Olio (Cagliari, 5 aprile 1945) è un'ex modella italiana, vincitrice del concorso di bellezza Miss Italia nel 1963.

## Carriera
È stata incoronata Miss Italia 1963 a Salsomaggiore Terme. Dopo la vittoria proseguì gli studi laureandosi in Lettere. Lavorò come insegnante di scuola media e si occupò di politica, venendo eletta consigliere comunale a Cagliari dal 1994 al 2001 nelle liste di Alleanza Nazionale.